# Dichorisandra picta
Dichorisandra picta là một loài thực vật có hoa trong họ Commelinaceae. Loài này được Lodd. mô tả khoa học đầu tiên năm 1831.